# Arno Splinter
Arno Splinter (Amsterdam, 29 augustus 1977) is een Nederlands voormalig voetballer die als verdediger speelde.
Splinter begon zijn loopbaan bij Ajax waar hij in november 1995 door Louis van Gaal voor het eerst bij de eerste selectie kwam bij het duel in de UEFA Champions League 1994/95 tegen Real Madrid. Hij maakte zijn debuut in het Nederlandse betaalde voetbal op 13 november 1996 in de wedstrijd Ajax-Fortuna Sittard (2-2), toen hij na 75 minuten inviel voor Mario Melchiot. Hij speelde negen wedstrijden voor Ajax, maar wist in drie seizoenen niet door te breken.
Na De Graafschap en Haarlem verdween hij uit het profvoetbal, om een seizoen later terug te keren bij AGOVV Apeldoorn waar hij in 2009 zijn profloopbaan besloot. Hij speelde nog voor SV Huizen en VV Young Boys.
Aansluitend trainde hij tot mei 2011 VV AS '80. Van medio 2011 tot januari 2015 was Splinter trainer van NVC te Naarden. Hij ging zich richten op voetbal voor de jongste jeugd.

## Clubstatistieken
| Seizoen | Club            | Duels | Goals | Competitie             |
| ------- | --------------- | ----- | ----- | ---------------------- |
| 1996/97 | Ajax            | 4     | 0     | Eredivisie             |
| 1997/98 | Ajax            | 0     | 0     | Eredivisie             |
| 1998/99 | Ajax            | 5     | 0     | Eredivisie             |
| 1999/00 | De Graafschap   | 9     | 0     | Eredivisie             |
| 2000/01 | De Graafschap   | 21    | 0     | Eredivisie             |
| 2001/02 | De Graafschap   | 8     | 0     | Eredivisie             |
| 2002/03 | De Graafschap   | 0     | 0     | Eredivisie             |
| 2002/03 | Haarlem         | 17    | 2     | Eerste divisie         |
| 2007/08 | VV Bennekom     | 1     | 0     | Zaterdag Hoofdklasse B |
| 2008/09 | AGOVV Apeldoorn | 18    | 0     | Eerste divisie         |
| Totaal  | Totaal          | 83    | 2     |                        |

Bijgewerkt t/m 22-12-2008

## Erelijst
- Eredivisie: 1998
- KNVB beker: 1998, 1999